# Nutrienti (chimica)
In chimica analitica, in fisiologia vegetale e in ecologia, i nutrienti sono quelle sostanze indispensabili alla crescita di molti organismi autotrofi come piante, cianobatteri, batterioplankton, eccetera, che conseguentemente possono favorire l'eutrofizzazione. I nutrienti sono i fornitori degli elementi indispensabili alla vita,  o CHNOPS, acronimo di carbonio (C), idrogeno(H), azoto (N), ossigeno (O), fosforo (P) e zolfo (S), dove aria e acqua, pure possono, a seconda degli organismi, fornirne alcuni (N, C, O). Questi elementi sono i nutrienti fondamentali, a seconda degli organismi assunti in forme differenti; organismi eterotrofi necessitano, a seconda del gruppo esaminato, via via di nutrienti più complessi, e comunque energetici, traendo il loro sostentamento energetico dall'energia di legame chimico.
In particolare, per analisi dei nutrienti si intende la determinazione di:
- azoto e fosforo totali
- ammoniaca
- nitrati
- nitriti
- fosfati
- zolfo